# IC 2338
IC 2338 — галактика типу SBc () у сузір'ї Рак.
Цей об'єкт міститься в оригінальній редакції індексного каталогу.